# HD88981
HD88981 — хімічно пекулярна зоря спектрального класу A5 й має видиму зоряну величину в смузі V приблизно 5,2. Вона  розташована на відстані близько 303,7 світлових років від Сонця.